# Olympische Sommerspiele 1996/Teilnehmer (Kamerun)
| Gelbes Symbol für Goldmedaillen mit stilisierten Olympischen Ringen | Graues Symbol für Silbermedaillen mit stilisierten Olympischen Ringen | Braundes Symbol für Bronzemedaillen mit stilisierten Olympischen Ringen |
| ------------------------------------------------------------------- | --------------------------------------------------------------------- | ----------------------------------------------------------------------- |
| —                                                                   | —                                                                     | —                                                                       |

Kamerun nahm bei den Olympischen Sommerspielen 1996 in der US-amerikanischen Metropole Atlanta mit fünfzehn Sportlern, vier Frauen und elf Männern, in dreizehn Wettbewerben in fünf Sportarten teil.
Seit 1964 war es die neunte Teilnahme Kameruns bei Olympischen Sommerspielen.

## Flaggenträger
Die Leichtathletin Georgette Nkoma trug die Flagge Kameruns während der Eröffnungsfeier am 19. Juli im Centennial Olympic Stadium.

## Teilnehmer
Jüngste Teilnehmerin Kameruns war die Leichtathletin Sylvie Mballa Éloundou mit 19 Jahren und 104 Tagen, älteste Georgette N'Koma mit 31 Jahren und 82 Tagen, die ebenfalls in der Leichtathletik startete.
| Name                   | Alter | Geschlecht | Sportart       | Resultat(e) |
| ---------------------- | ----- | ---------- | -------------- | --- |
| Edwige Abéna Fouda     | 23    | weiblich   | Leichtathletik | erster Vorlauf mit der 100-Meter-Staffel                                                                                                   |
| Ernest Atangana Mboa   | 25    | männlich   | Boxen          | Platz 17 im Weltergewicht |
| Anthony Avon Blume     | 27    | männlich   | Ringen         | Platz 20 im Weltergewicht Freistil |
| Serge Biwole Abolo     | 20    | männlich   | Judo           | Platz 13 im Mittelgewicht |
| Elvis Konamegui        | 23    | männlich   | Boxen          | Platz 17 im Federgewicht |
| Myriam Léonie Mani     | 23    | weiblich   | Leichtathletik | Platz 7 im zweiten Vorlauf über 100 Meter; erster Vorlauf mit der 100-Meter-Staffel                                                        |
| Sylvie Mballa Éloundou | 19    | weiblich   | Leichtathletik | erster Vorlauf mit der 100-Meter-Staffel                                                                                                   |
| Paul Mbongo            | 25    | männlich   | Boxen          | Platz 9 im Leicht-Schwergewicht |
| Alfred Moussambani     | 22    | männlich   | Leichtathletik | Platz 5 im ersten Vorlauf mit der 100-Meter-Staffel                                                                                        |
| Samson N’Dicka-Matam   | 20    | männlich   | Gewichtheben   | Platz 25 im Federgewicht |
| Georgette Nkoma        | 31    | weiblich   | Leichtathletik | Platz 7 im sechsten Vorlauf über 200 Meter; erster Vorlauf mit der 100-Meter-Staffel                                                       |
| Aimé-Issa Nthépé       | 23    | männlich   | Leichtathletik | Platz 5 im ersten Vorlauf mit der 100-Meter-Staffel                                                                                        |
| Benjamin Sirimou       | 27    | männlich   | Leichtathletik | Platz 5 im zwölften Vorlauf über 100 Meter; Platz 5 im vierten Vorlauf über 200 Meter; Platz 5 im ersten Vorlauf mit der 100-Meter-Staffel |
| Bertrand Tietsia       | 23    | männlich   | Boxen          | Platz 9 im Mittelgewicht |
| Claude Toukéné-Guébogo | 21    | männlich   | Leichtathletik | Platz 5 im ersten Vorlauf mit der 100-Meter-Staffel                                                                                        |